# Michael Meziani

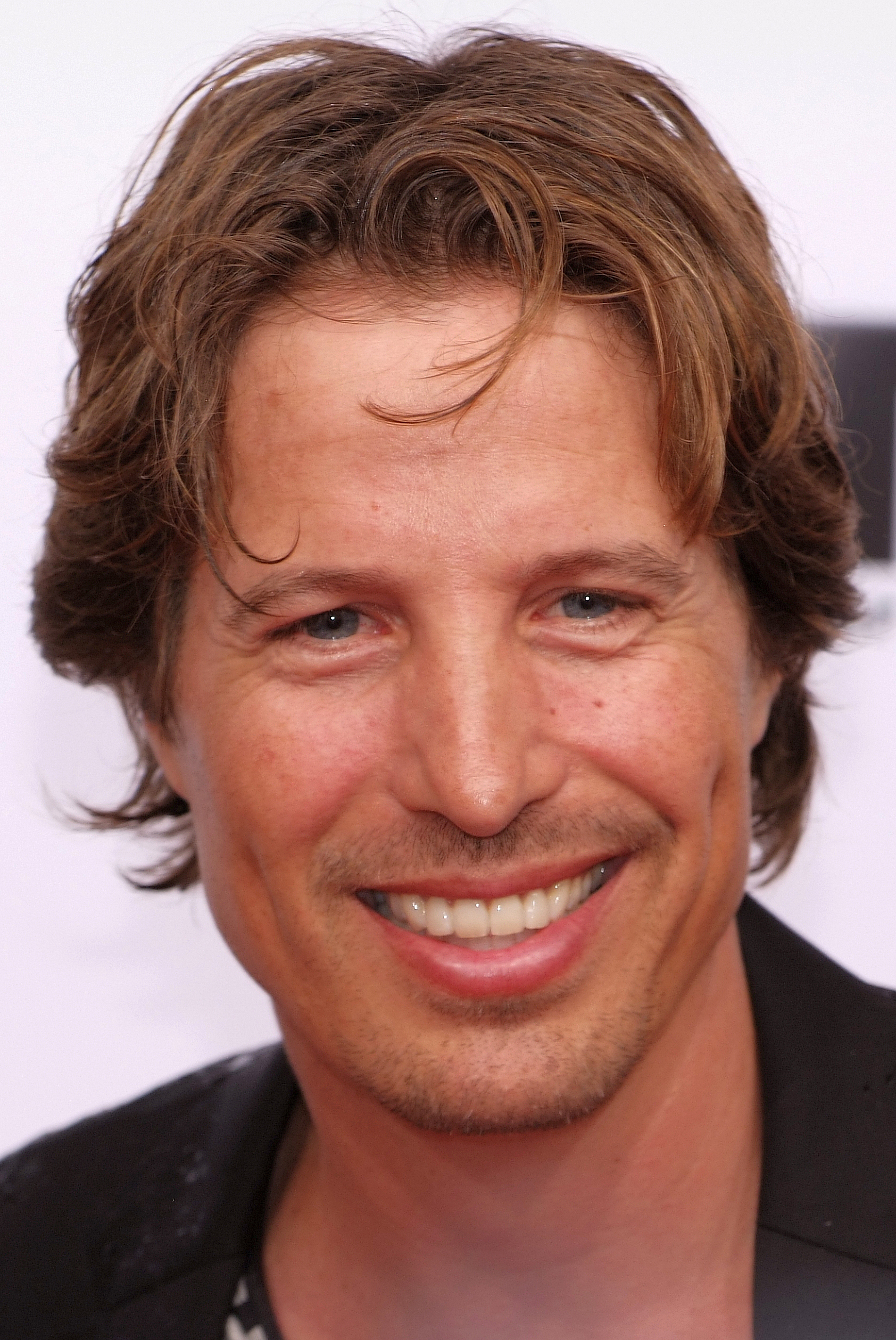
Michael Meziani (2012)

Hakim-Michael Meziani (* 1. Oktober 1967 in Geesthacht) ist ein deutscher Schauspieler, Nachrichtensprecher und Moderator. Bekannt wurde er durch seine Rolle als Sportlehrer Kai Süsskind in der ARD-Fernsehserie Marienhof.

## Leben
Aufgewachsen ist Meziani in Hamburg-Bergedorf. Seine Mutter ist Deutsche, sein Vater Algerier mit italienischen Vorfahren. Nach einem Diplom-Studium der Sportwissenschaft und der Journalistik wirkte er 1995 in Klaus Lemkes Film Fools Paradise mit. Von 1997 bis 1998 spielte er (als Hakim Meziani) die Rolle des Alexander von Deinburg-Thalbach in der ARD-Vorabendserie Verbotene Liebe und nahm Schauspielunterricht. Er moderierte unter anderem 1998 das Sat.1-Magazin AXN und 1999 das VOX-Reisemagazin Rund ums Mittelmeer. 1999 spielte er in einer Folge der Serie Richterin Barbara Salesch einen Gerichtsreporter. Von 2004 bis 2008 (Folge 2409 bis 3363) verkörperte er Kai Süsskind in der Serie Marienhof.
2007 und 2008 nahm Meziani an der von Stefan Raab initiierten Show TV total Turmspringen teil. Im Januar 2009 trat er als Kandidat an der Reality-Show Ich bin ein Star – Holt mich hier raus!/Staffel 4 bei RTL an, musste jedoch als erster das Camp verlassen.
Von Juni 2010 bis Februar 2011 las Meziani im Wechsel mit Eva Herman die täglichen Video-Nachrichten des auf Verschwörungstheorien spezialisierten Kopp Verlags. Ab Mai 2011 (Folge 1036) war Meziani in der ARD Telenovela Rote Rosen als Ben Berger zu sehen. Im November 2024 kündigte er seinen Ausstieg aus der Serie an. Im Juni 2025 (Folge 4189) hatte er seinen letzten Auftritt in der Serie.
Meziani war 2012 Initiator des 2016 eingestellten sozialen Netzwerkes Starmeo, einem Portal dass Stars und Fans zusammen brachte.
Durch die Vox-Sendung Unser Traum vom Haus wurde 2013 der Bau seines Eigenheimes begleitet. Im September 2019 nahm er mit seiner Familie an der Sat1-Sendung Plötzlich arm, plötzlich reich teil.
Mit seiner Frau Anja Hollands, einem Model und Playmate, hat er einen Sohn. Von 2013 bis 2025 lebte er mit seiner Familie in Maschen bei Hamburg.

## Filmografie
- 1997–1998: Verbotene Liebe (Fernsehserie, 189 Folgen)
- 1999–2000: Richterin Barbara Salesch (Fernsehserie, 2 Folgen, verschiedene Rollen)
- 2004–2008: Marienhof (Fernsehserie, 954 Folgen)
- 2008: SOKO München (Fernsehserie, Folge 399: Angst)
- 2011–2025: Rote Rosen (Fernsehserie, 3153 Folgen)
- 2019: Plötzlich arm, plötzlich reich (Fernsehserie)